# Potchefstroom
Potchefstroom, tidligere kaldt Vrijburg eller Vryburg, er en by i provinsen North West i den nordlige del af Sydafrika, ved floden Mooi, som er en biflod til Vaal. Den har 124.352 indbyggere (2007). Kommunen har et areal på 2.573 km². Det vigtigste erhhverv er husdyrhold af kvæg for kødproduktion. Byen er også et vigtigt akademisk center, blandt andet som det største studiested for North-West University.
Byen blev grundlagt 22. december 1838 af Andries Hendrik Potgieter og var den første hovedstad i sydafrikanske republik (svarende til Transvaal, nu provinserne Gauteng, North West, Limpopo og Mpumalanga).
Første boerkrig startede 16. december 1880, da boere affyrede skud mod den britiske garnison ved Potchefstroom, som forblev under belejring til krigen sluttede i marts året efter.
Kommunestyret har ønsket at omdøbe Potchefstroom til Tlokwe, men mange indbyggere er imod forslaget.
1. ↑  www.citypopulation.de (fra Wikidata).